# Test tematske apercepije
Test tematske apercepije (engleski: Tematic Apperception Test, TAT) jedan je od projektivnih testova osobnosti kojega su razvili Henry Murray i Christiana Morgan. 
Prilikom ove vrste testiranja ispitaniku se nudi niz slika u crno bijeloj tehnici na kojima je nekoliko osoba u nejasnoj situaciji, a zadatak ispitanika je ispričati što osobe na slici misle, kažu ili osjećaju. Na ovakav način ispitanici iznose svoje svjesne i nesvjesne poticaje, emocije, konflikte putem kojih se utvrđuje njihova osobnost.

## Način testiranja
Uglavnom se rabi oko deset kartica, od kojih je jedna potpuno prazna. Od ukupno trideset crteža ljudi, objekata i krajolika, odabiru se kartice prema pacijentovoj dobi, spolu ili ispitivačevim interesima. Pacijentu se kartice pokazuju jedna po jedna tražeći od njega da izmisli priču koja je dovela do scene prikazane na kartici uključujući osjećaje i misli ljudi na slici.
Test se temelji na pretpostavci i projektivnoj hipotezi da će pacijent kroz pričanje priče preko likova u njoj izraziti svoje potrebe (za uspjehom, agresivnim ponašanjem) i pritiske (kritike, naklonosti).
Bodovanje odgovora ispitanika, može se sustavno bodovati po shemi koju je razvio Murray ili na osnovi dojma (Cramer, 1996, Cramer i Block, 1998.)